# Yeongchun-myeon
Yeongchun-myeon (koreanska: 영춘면) är en socken i den centrala delen av Sydkorea, 150 km öster om huvudstaden Seoul. Den ligger i kommunen Danyang-gun i provinsen Norra Chungcheong.